# Didot (släkt)
Familjen Didot var en fransk boktryckar- och bokhandlarfamilj. 
François Didot (1689-1757) grundade 1713 i Paris familjens boktryckeri. Hans äldste son, François Ambroise Didot, gjorde flera viktiga upptäckter inom boktryckerikonsten. Av dennes båda övertog Pierre Didot d.ä. (1760-1853) 1789 faderns boktryckeri och utgav berömda praktupplagor av de franska klassikerna, bland annat Jean Racine (1801-05), Nicolas Boileau (3 band, 1815) och Voltaires Henriade (1819). Den andra sonen Firmin Didot (1764-1836) övertog stilgjuteriet och uppfann bland annat ett bättre sätt för stereotypering. Efter honom kallade sig familjen därefter för Firmin-Didot. Hans son Ambroise Firmin-Didot (1790-1876) ledde efter 1827 företaget tillsammans med brodern Hyacinte Firmin-Didot och ombesörjde bland annat utgivandet av Dictionnaire de l'Académie française, upplagor av antika författare samt av H. Estiennes Thesaurus linguæ græcæ. Firman existerar fortfarande under namnet Firmin-Didot et C:ie. 